# Мансарда

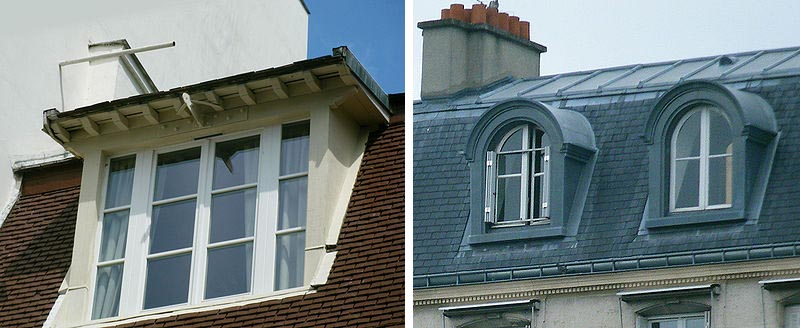
Мансардні вікна

Манса́рда (від фр. mansarde) — поверх у просторі горища, фасад якого повністю або частково утворений поверхнею (поверхнями) похилого або ламаного даху. Назву отримала на честь архітектора Франсуа Мансара (фр. François Mansart), який у XVII столітті запропонував використовувати горішні приміщення як житло.
Внутрішній простір будинку з мансардами використовується максимально, внаслідок чого його вартість істотно збільшується.
Для збільшення висоти мансарди біля стін і, відповідно, корисного об'єму застосовується колінна стіна, яка підіймає дах будинку над вінцем (стелею) останнього поверху.